# GPS (cryptographie)
Pour les articles homonymes, voir GPS.
 (juillet 2025).
Si vous disposez d'ouvrages ou d'articles de référence ou si vous connaissez des sites web de qualité traitant du thème abordé ici, merci de compléter l'article en donnant les références utiles à sa vérifiabilité et en les liant à la section « Notes et références ».
GPS, abréviation de Girault - Poupard - Stern, est un algorithme d’authentification et de signature numérique à clé publique, basé sur le problème du logarithme discret dans n’importe quel groupe, même d'ordre inconnu. Il a été conçu en 1991 par Marc Girault, et analysé et prouvé sûr en 1998 par Guillaume Poupard et Jacques Stern.
La rapidité de ce protocole le rend accessible à des composants faible coût, comme une carte à puce sans cryptoprocesseur, qui peuvent s'authentifier/signer en quelques millisecondes, avec une sécurité qui peut être équivalente ou supérieure à celle de RSA.
Lors de la phase d’authentification proprement dite, le calcul se limite à une opération extrêmement simple : {\displaystyle y=a\cdot x-b~} (opération non modulaire).   
Cette prouesse tient dans le fait que la plus grosse partie des calculs peut être effectuée à l’avance et stockée sous forme de coupons. 
Ainsi même un composant de faible coût peut prouver qu’il n’est ni une contrefaçon, ni un clone, et cela en quelques millisecondes.

## Standardisation
- GPS a reçu la labellisation NESSIE (Projet européen d’évaluation de primitives cryptographiques).
- Le schéma d'authentification est normalisé à l'ISO sous ISO/IEC 9798-5 : « Entity authentication – Mechanisms using zero-knowledge techniques »
- Le schéma de signature est en cours de normalisation[Quand ?] à l'ISO: ISO/IEC 14888-2

GPS se décline en plusieurs variantes. L'une d'elles, dont Jean-Claude Paillès[Qui ?] est co-auteur, permet d'utiliser des clefs de type RSA tout en offrant la même sécurité. Une autre variante fonctionne sur les courbes elliptiques.